# Hotanța, Ruse
Hotanța (în bulgară Хотанца) este un sat în comuna Ruse, regiunea Ruse,  Bulgaria. 

## Demografie
Componența etnică a satului Hotanța
     Romi (13,68%)
     Turci (7,15%)
     Bulgari (65,16%)
     Nicio identificare (13,21%)
     Altele (0,77%)
La recensământul din 2011, populația satului Hotanța era de 643 locuitori. Din punct de vedere etnic, majoritatea locuitorilor (65,16%) erau bulgari, existând și minorități de romi (13,68%) și turci (7,15%). Pentru 13,21% din locuitori nu este cunoscută apartenența etnică.